# 埃文斯克
埃文斯克（羅馬化：Evensk）是俄罗斯马加丹州的市级镇、北埃文斯克区行政中心，地处马加丹州东部，南临舍利霍夫湾，在州府马加丹东北方。大加尔曼达河（Большая Гарманда）在该地入海。
1962年设市级镇。该地2021年人口有1,331人；2010年人口1,793；2002年人口2,182；1989年人口4,862。